# Rollfähre Korneuburg–Klosterneuburg

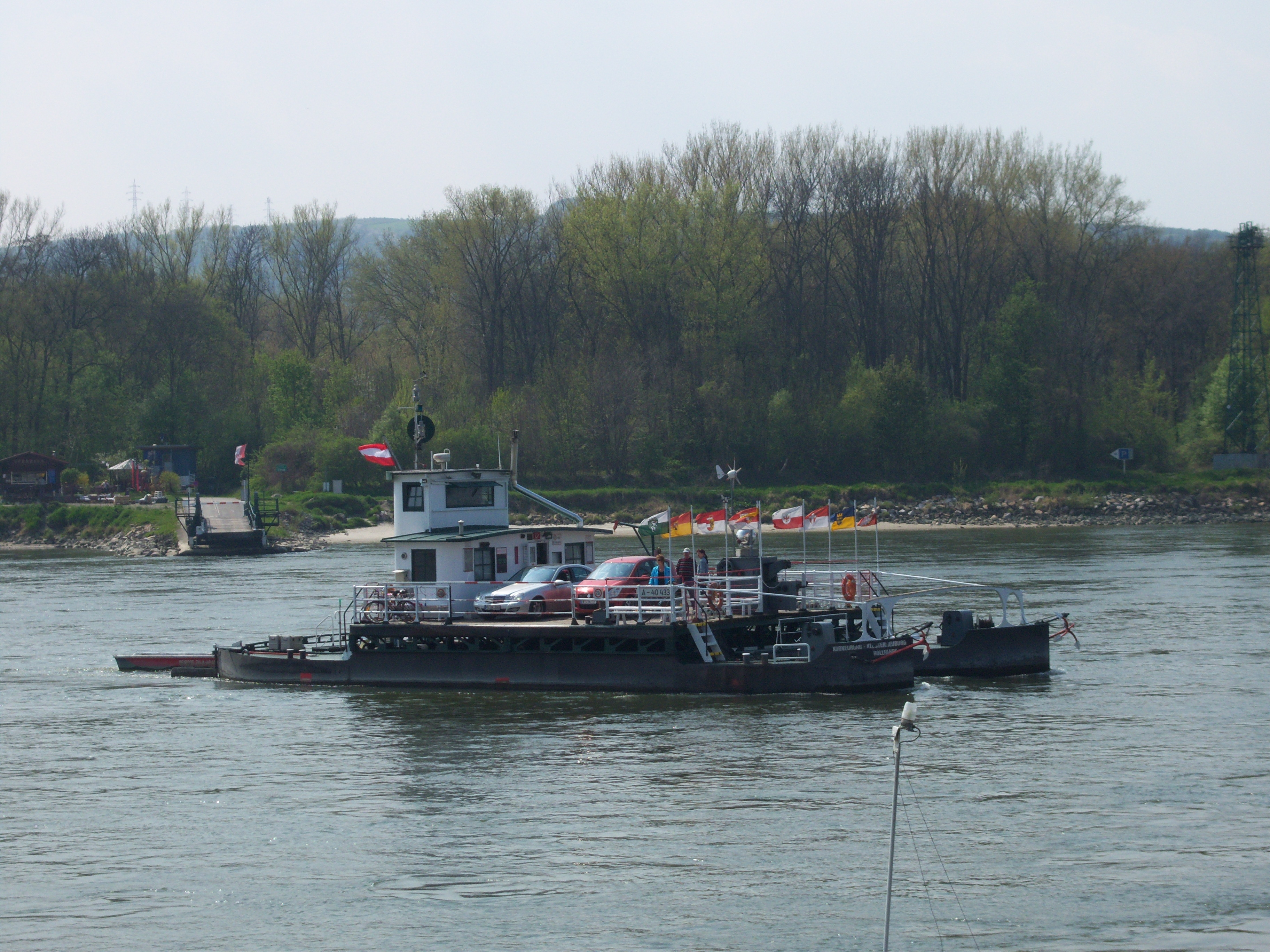
Rollfähre in voller Fahrt

Die Rollfähre Korneuburg–Klosterneuburg ist die einzige Überquerungsmöglichkeit der Donau für Kraftfahrzeuge zwischen der Tullner Donaubrücke und der Wiener Nordbrücke. Sie verbindet die beiden niederösterreichischen Städte Korneuburg am linken und Klosterneuburg am rechten Donauufer. Die genaue Lage ist der Stromkilometer 1941,7.

## Geschichte, Bestand
Sie wurde 1894 als Fliegende Brücke eröffnet und im Winter 1928/29 durch den großen Eisstoß an der Donau endgültig vernichtet.
1935 wurde von den Stadtgemeinden Klosterneuburg und Korneuburg die Neuerrichtung der Überfuhr als Rollfähre beschlossen. Das Augustiner-Chorherrenstift Klosterneuburg beteiligte sich am Vorhaben durch Übernahme eines Drittels der anfallenden Kosten. Am 11. Mai 1935 wurde das Fährschiff von Stapel gelassen und an beiden Ufern das Richtfest für die Fundamentbauten (einschließlich 80 m Buhne auf der Klosterneuburger Seite) gefeiert. Im Laufe des 10. Juli 1935 wurde von Pionieren das 380 m lange, 47,5 mm starke, 6.500 kg schwere Stahlseil gespannt. Am 12. September 1935 wurde der Betrieb der Rollfähre feierlich freigegeben.
Seit 1994 ist die Fähre in Privatbesitz und wird gerne zu einer stimmungsvoll-nostalgischen Tour über die Donau in Anspruch genommen.
Die Fähre ist für eine Tragfähigkeit von 25 Tonnen bzw. 40 Personen ausgelegt, sie bietet Platz für vier Personenkraftwagen. Die Betriebszeiten sind von 7 Uhr (am Wochenende ab 8 Uhr) bis zum Einbruch der Dämmerung von März bis Anfang November. Wegen Hochwassers oder Eis auf der Donau kommt es gelegentlich zur Sperre der Rollfähre.
Pläne, die Rollfähre durch eine feste Brücke zu ersetzen, wurden bislang nicht umgesetzt, ebenso wenig der 1899/1900 aufgekommene Plan einer Tunnelröhre.
Am Vormittag des 17. Oktober 2017 wurde das Fährschiff bei einer Schiffskollision während starken Nebels erheblich beschädigt.